# Megistotherium
Megistotherium osteothlastes
Genre
Espèce
Megistotherium (de megisto : plus grande, et therion : bête) est un genre éteint de mammifères carnivores de l'ordre des Creodonta, du clade des Hyaenodonta, de la famille des Hyainailouridae et de la sous-famille des Hyainailourinae,.
Une seule espèce est connue : Megistotherium osteothlastes, décrite par Robert Savage en 1973.
Elle est connue seulement en Afrique, en Égypte et en Libye, dans le Miocène inférieur et moyen (Burdigalien et Langhien), il y a environ entre 19 et 14 Ma (millions d'années).

## Description
Megistotherium osteothlastes est considéré comme l'un des plus grands mammifères carnivores ; il pouvait mesurer de 3 à 4 mètres de long et 1,50 à 1,80 mètre au garrot et il pouvait peser entre 500 et 880 kilos ; son crâne mesurait 65 cm,.
Il pourrait être le plus grand animal carnivore de son époque, car on a retrouvé des os de mastodonte qui portaient des traces de morsures causées par Megistotherium alors qu'il était plus petit qu'eux.

## Taxonomie
Il fait partie de la sous-famille des Hyainailourinae ayant vécu en Afrique au Miocène avec son groupe frère Leakitherium hiwegi, et les espèces proches  Isohyaenodon pilgrimi et Mlanyama sugu , ainsi que l'espèce européenne Hyainailouros sulzeri.

## Culture populaire
Cet animal, inconnu aux yeux du grand public, est présent dans le jeu de Jurassic Park Builder dans le parc polaire, et aussi dans Jurassic World : Le Jeu parmi les créatures du Cénozoïque.